# NGC 5499
NGC 5499 ist eine 13,6 mag helle Linsenförmige Galaxie vom Hubble-Typ S0-a im Sternbild Bärenhüter und etwa 380 Millionen Lichtjahre von der Milchstraße entfernt.
Sie wurde am 13. Mai 1882 von Édouard Stephan entdeckt.